# Vivere da vigliacchi, morire da eroi
Vivere da vigliacchi, morire da eroi (Chuka) è un film del 1967 diretto da Gordon Douglas.
Il soggetto è tratto da un romanzo di Richard Jessup, che ha anche sceneggiato il film. Il protagonista Rod Taylor, affiancato da grandi nomi come Ernest Borgnine e John Mills e dall'italiana Luciana Paluzzi, figura anche come produttore.

## Trama
In un forte sgominato dagli indiani Arapaho, un comandante della cavalleria cerca di ricostruire gli eventi con il giovane capo indiano Hanu da lui catturato, ma che gli è di poco aiuto.
Segue, come un unico flashback, la storia degli ultimi giorni di questo forte, partendo da un incontro che il pistolero Chuka ha con Hanu e i suoi uomini. Il freddo ha messo a dura prova gli indiani che stanno patendo la fame, Chuka se ne accorge e lascia a loro parte del suo cibo. Sulla sua strada poi soccorre una carrozza incidentata e che rischia di essere preda degli indiani. La vettura trasporta due donne, la signora Veronica Kleitz e sua nipote Helena Chavez. In effetti gli Arapaho accerchiano la carrozza, ma quando Hanu riconosce Chuka, passa oltre, tra lo stupore di tutti.
Scampato il pericolo riparano tutti nel vicino forte per passarvi la notte. Il colonnello Valois si mostra ben felice di ospitare delle signore in questo avamposto sin troppo isolato dal mondo. Chuka è noto a tutti come pistolero ma la signora Kleitz lo conosceva da prima, quando ne era innamorata ma non al punto di rinunciare al suo status alto borghese. Durante la cena offerta agli ospiti, il colonnello svela in maniera plateale che il forte al suo comando è in pratica il ricettacolo della "feccia della cavalleria". In particolare tutti gli ufficiali sono lì a mo' di punizione per essere stati protagonisti di scandali o malefatte. Così facendo getta però una luce oscura anche sulla sua figura, difesa dal fedelissimo sergente Hansbach, che finisce per scazzottarsi con Chuka, sempre più insolente. Parimenti distrutti, al termine della selvaggia lotta i due hanno maturato un forte rispetto reciproco e Chuka, che si era rifiutato di obbedire all'ordine di aiuto del colonnello, ora è disposto a dare una mano, sebbene dietro lauto compenso. Andato in ricognizione, Chuka scopre che gli Arapaho sono radunati in gran numero, pronti per assaltare il forte. Abilmente riesce a liberare l'esploratore che gli indiani avevano catturato, mentre per la pattuglia che non era mai tornata non c'è più nulla da fare.
Al forte Chuka cerca di convincere il comandante ad andarsene e lasciare armi e viveri agli indiani, che non cercano altro. Il colonnello, eroico in Sudan con il sergente Hansbach, ma poi preda dell'alcol e quindi relegato per questo motivo in questo presidio, non ci sta a cedere vilmente. E sebbene la fine appaia chiara a tutti, non vi si sottrae. Veronica Kleitz si offre a Chuka ed entrambi finalmente confessano il proprio amore. Ma già prima dell'alba gli Arapaho sferrano l'attacco annunciato. Il forte, come previsto, soccombe, e via via vengono uccisi tutti fino a quando gli indiani entrano, portano via tutto il cibo e le armi presenti, e incendiano ciò che rimane. Miracolosamente Chuka riesce a ripararsi in un anfratto con la signorina Chavez. Quando Hanu sta per lasciare il forte devastato, il suo sguardo incontra quello del pistolero che punta la sua arma alla fronte di Helena. Di nuovo il capo indiano lascia correre.
Tornati al presente il comandante della cavalleria dice che del forte è rimasta solo una pistola e una tomba, evidentemente realizzata dopo la sua caduta, e che per altro è e rimarrà senza nome.